# Solo ella lo sabe
Solo ella lo sabe (en inglés, The Guardsman) es una película dramática estadounidense dirigida en 1931 por Sidney Franklin sobre la obra de teatroTestőr, de Ferenc Molnár, adaptada por Ernest Vajda y protagonizada por Alfred Lunt, Lynn Fontanne, Roland Young y ZaSu Pitts.</ref> Lunt y Fontanne eran marido y mujer y formaban un célebre equipo de actores. Esta película se basó en los papeles que habían interpretado en Broadway en 1924 y era su único papel protagonista juntos. Fueron nominados para el Premio de la Academia al mejor actor y el Premio de la Academia a la mejor actriz, respectivamente. Pero la película no funcionó en taquilla, y sus dos estrellas volvieron a Broadway.

## Sinopsis
La historia gira en torno a un equipo de actores formado por marido y mujer. Simplemente porque es inseguro, el esposo sospecha que su esposa podría ser capaz de serle infiel. El marido se disfraza de guardia con marcado acento, corteja a su mujer bajo su falsa identidad y acaba por seducirla. La pareja permanece junta, y al final la esposa le dice al esposo que sabía que era él, pero jugó con el engaño.

## Reparto
- Alfred Lunt como el actor
- Lynn Fontanne como la actriz
- Roland Young como Bernhardt el crítico
- ZaSu Pitts como Liesl, la dama
- Maude Eburne como Mama
- Herman Bing como un creditor

## Adaptaciones
- En 1941, la trama y gran parte del guion se utilizaron para la versión cinematográfica de la opereta de Oscar Straus El soldado de chocolate, protagonizada por Risë Stevens y Nelson Eddy. La producción teatral había utilizado la trama de Arms and the Man de George Bernard Shaw, pero Shaw se sintió profundamente ofendido y enojado por el resultado. Para la película, MGM decidió, en cambio, utilizar la trama de The Guardsman de Molnar, pero mantuvo la partitura teatral de The Chocolate Soldier. La película fue un gran éxito.
- El 2 de marzo de 1955, se emitió una versión de 60 minutos de la obra en la serie The Best of Broadway.
- En 1984, se hizo una nueva versión no musical titulada Lily in Love, protagonizada por Christopher Plummer y Maggie Smith, pero la obra sufrió tales alteraciones que se cambiaron los nombres de los personajes y Molnar ni siquiera fue acreditado. La película fue un fracaso total.

## Premios y distinciones
Premios Óscar
| Año  | Categoría    | Persona       | Resultado |
| ---- | ------------ | ------------- | --------- |
| 1933 | Mejor actor  | Alfred Lunt   | Nominado  |
| 1933 | Mejor actriz | Lynn Fontanne | Nominado  |